# 阿拉斯拉諾沃湖
55°5′15″N 62°42′46″E / 55.08750°N 62.71278°E
阿拉斯拉諾沃湖（俄语：Арасланово），是俄羅斯的湖泊，位於該國西南部，由庫爾干州負責管轄，面積0.18平方公里，海拔高度165米，集水區面積1.2平方公里。